# Jiong

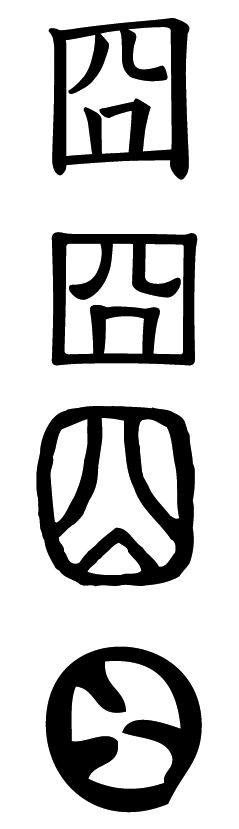
囧 viết dưới dạng khải thư, lệ thư, triện thư và giáp cốt văn (từ trên xuống dưới)

Jiǒng 囧 là môt chữ Hán, nghĩa đen là "cửa sổ có hoa văn". Kể từ năm 2008, nó đã trở thành một hiện tượng mạng và được sử dụng rộng rãi để thể hiện sự bối rối và u ám, vì sự tương đồng của ký tự này với một nét mặt buồn bã.

## Nghĩa gốc
1. Cửa sổ, theo từ điển Thuyết văn giải tự của Hứa Thận, viết vào thế kỷ thứ 2: “窻牖麗廔闓明” (một cửa sổ mở và có ánh sáng).
2. Kho. 米囧 có nghĩa là "cất gạo mới vào kho".
3. Nơi hy sinh. Dựa trên Chu lễ.
4. Từ đồng nghĩa.

## Biểu tượng cảm xúc trên internet
Ký tự 囧 ngày nay được sử dụng rộng rãi trên internet như một biểu tượng cảm xúc đại diện cho một loạt các tâm trạng, vì nó trông giống với khuôn mặt người. Nó thường được sự dụng để thể hiện ý tưởng hoặc cảm xúc như khó chịu, sốc, bối rối, lúng túng, hết thuốc chữa,...
Việc sử dụng 囧 như một biểu tượng cảm xúc được cho rằng bắt nguồn từ năm 2005 hoặc sớm hơn; nó đã được sử dụng trên một bài báo tiếng Trung vào ngày 20 tháng 1 năm 2005 cùng với orz. Ký tự này đôi khi được sử dụng cùng với orz, OTZ hoặc các biến thể khác của nó để tạo thành "囧rz", đại diện cho một người đang quỳ rạp (囧 tạo thành khuôn mặt trong khi r và z tương ứng với cánh tay và chân) và tượng trưng cho sự tuyệt vọng hay thất bại.